# Tim (Sänger)

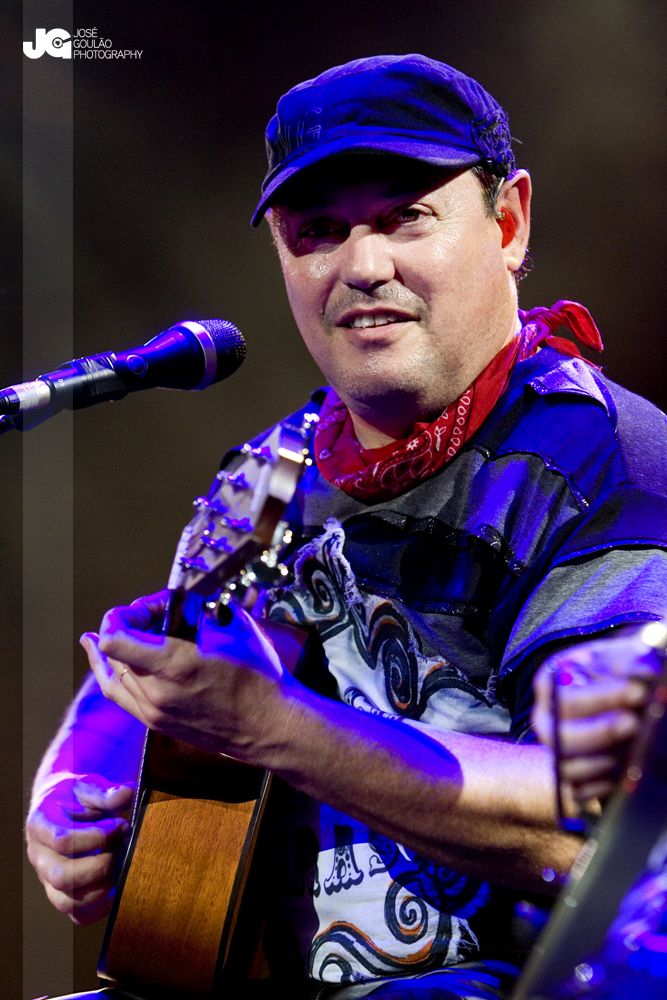
Tim (2011)

António Manuel Lopes dos Santos (* 1960 in Ferreira do Alentejo) ist ein portugiesischer Punk/Rock-Sänger.

## Biografie
Tim zog früh mit seinen Eltern nach Almada, wo er in jungen Jahren ein Interesse für Musik entwickelte. Er bekam eine Gitarre geschenkt und spielte sie ausgiebig. Mit etwa 15 Jahren entdeckte er den Bass für sich, ausgehend von seiner rhythmischen Bedeutung und seiner treibenden Kraft in der Musik, die Tim bevorzugt, von brasilianischer Musik bis zu Punk.
In Lissabon, auf der Almada gegenüberliegenden Seite des Flusses Tejo, formierte sich 1978 die Punkband Xutos & Pontapés. Auf Einladung ihres designierten Sängers Zé Leonel wurde Tim Gründungsmitglied der Band und übernahm das Bass-Spiel. 1981 stieg Zé Leonel aus und gründete die Folk-Punk-Band Ex-Votos. Tim übernahm nun auch den Gesang und ist bis heute Sänger und wichtigster Songschreiber der Xutos, die die erfolgreichste portugiesische Rockband aller Zeiten wurde. 1989 gründete Tim sein eigenes Label El Tatu; der ersten Veröffentlichung (das Debüt-Album der Punkband Censurados) folgten zahlreiche weitere Alben junger Bands.

## Solokarriere
Anfang der 1990er Jahre reduzierten sich die Aktivitäten der Xutos vorübergehend, und Tim wurde eingeladen, sich solo an Projekten außerhalb seiner Band zu beteiligen. So war er Teil von Resistência („Widerstand“), einer portugiesischen Supergroup, die akustische Versionen ihrer eigenen Pophits darbot, und 1991 mit ihrem Debütalbum Doppelplatin-Verkäufe erreichte. Auch andere Xutos-Mitglieder beteiligten sich in der Zeit an Projekten außerhalb ihrer Band, und gelegentlich kreuzten sich ihre Wege dabei (z. B. 1991 im Palma´s Gang-Projekt von Jorge Palma). Von Konflikten innerhalb der Band in dem Zusammenhang ist daher nichts bekannt, und die erfolgreiche weitere Entwicklung der Xutos wurde nicht beeinträchtigt. Auch in folgenden Jahren nahm Tim an weiteren Projekten solo teil (z. B. 1995 Rio Grande).
1999 veröffentlichte er sein erstes eigenes Solo-Album. Er nahm Olhos Meus („Die meinigen Augen“) mit Musikern der Punkbands Peste & Sida und Censurados auf und verfolgte in seinen selbstgeschriebenen Liedern eine ähnlich intime Sprache, wie mit den Xutos. Musikalisch waren die Lieder etwas ruhiger, geprägt von leichten Einflüssen von Bluesrock und portugiesischen Liedermachern, und einem akustischeren, weniger stark verzerrten Klang.
Mit seinen nächsten Solo-Alben nahm die Bandbreite der Einflüsse zu, wobei die im Gegensatz zu den Xutos akustischere, auf das Lied konzentriertere Orientierung blieb. So waren als Gäste auf seinem zweiten Album Um e o Outro („Der eine und der andere“) u. a. Mariza und Mário Laginha zu hören. Zu seinem dritten Album Braço de Prata („Silberarm“, der Name eines Lissabonner Viertels am Tejo, wo sich das genutzte Studio befindet) lud er Musiker von sehr unterschiedlich orientierten Bands ein, u. a. von Madredeus, Buraka Som Sistema und der Begleitband von Sérgio Godinho. Sie interpretierten Lieder von Adriano Correia de Oliveira, Sétima Legião, den Xutos & Pontapés und anderen neu, und gaben ihnen eine ruhigere, introvertiertere und reduziertere Atmosphäre.
2010 veröffentlichte Tim sein viertes Solo-Album Companheiros de Aventura („Abenteuer-Gefährten“), das in einer Exklusiv-Auflage der Fnac-Ladenkette als CD mit Buch herausgegeben wurde. Auf den 13 Liedern lud er 4 bekannte portugiesische Musiker zu Duetten ein: den Sänger und Gitarristen Rui Veloso, den Liedermacher Vitorino, den Pianisten Mário Laginha, und die Fado-Sängerin Celeste Rodrigues.

## Rezeption
Der beliebte Sänger macht mit seinem Soloprojekt eine gefühlvollere, reduziertere Musik, als mit seiner Band Xutos & Pontapés. Er stellt hier das Lied, seine Melodie und seinen Text stärker in den Mittelpunkt, und rückt die Instrumentierung etwas in den Hintergrund. Der Schwerpunkt liegt dabei mehr auf poetischen Texten, ohne auf kritische Zeilen und eine eindeutige Haltung zu verzichten. Tempo und Tonlagen sind dabei besser auf seine einfache, aber ausdrucksstarke Stimme abgestimmt, als im verzerrteren Rock der Xutos. Die Machart, aber auch die Vermarktung der Alben sind nicht auf hohe Verkaufszahlen konzentriert. Im Vergleich zu den Xutos-Alben ist das Soloprojekt von Tim kommerziell unbedeutend. So erreichte sein drittes Album, 2008 in Zusammenarbeit von El Tatu mit dem öffentlich-rechtlichen Fernsehsender RTP herausgebracht, Platz 30 der Charts. Selbst das öffentlichkeitswirksamere Album von 2010 erreichte nur kurz den 7. Platz und fiel nach 5 Wochen ganz aus den Charts. Vielmehr lebt er hier eine ruhigere, kreativere Seite aus, und vermittelt außerdem neuen Hörerschichten einen Zugang zu von ihm geachteten, verdienten Musikern.

## Diskografie

### Studioalben
| Jahr | Titel                          | Höchstplatzierung, Gesamtwochen, AuszeichnungChartsChartplatzierungen (Jahr, Titel, Platzierungen, Wochen, Auszeichnungen, Anmerkungen) | Anmerkungen                               |
| Jahr | Titel                          | PT | Anmerkungen                               |
| ---- | ------------------------------ | --- | ----------------------------------------- |
| 2008 | Braço de prata                 | PT30 (1 Wo.)PT |                                           |
| 2010 | Companheiros de aventura       | PT7 (5 Wo.)PT | Teilauflage mit Buch, Teilauflage mit DVD |
| 2012 | Tim e companheiros de aventura | PT6 (5 Wo.)PT |                                           |
| 2016 | Ao vivo n’o sol da caparica    | PT10 (2 Wo.)PT |                                           |
| 2020 | 20–20–20                       | PT4 (6 Wo.)PT |                                           |

Weitere Alben
- 1999: Olhos Meus
- 2008: Um e Outro